# Laphria calvescenta
Laphria calvescenta là một loài ruồi trong họ Asilidae. Laphria calvescenta được Baker mô tả năm 1975. Loài này phân bố ở vùng Tân Bắc giới.